# Ирадьер, Мануэль
Мануэль Ирадьер-и-Бульфи (6 июля 1854, Витория, Алава, Испания — 19 июля 1911, Вальсаин, Сеговия, там же) — испанский географ, путешественник и землемер, топограф, исследователь Африки, в первую очередь территории Испанской Гвинеи, а также изобретатель. По национальности был баском.
Был четвёртым ребёнком в семье, имел двух сестёр и брата, умершего в раннем детстве. Его мать умерла, когда ему было четыре года, отец, бывший торговцем, умер примерно тогда же, хотя подробности его смерти неизвестны. Мануэль и его сёстры были воспитаны братом отца и его женой. Первоначально изучал философию и литературу, но под влиянием чтения статей Генри Стэнли решил посвятить себя изучению Африки, в которой провёл три экспедиции.
В 1868 году он вместе со своей невестой и её сестрой основал научное общество под названием «Asociación La exploradora», цель которого была формально направлена на изучение и исследование испанских владений в Африке. В 1874 году это общество предприняло так называемую «предварительную» исследовательскую экспедицию в Гвинейский залив, которая длилась два с половиной года. Во время 834-дневной экспедиции, в ходе которой её члены проделали 1876 км по реке Рио-Муни и достигли озера Утамбони в глубинных областях страны, было картографировано побережье Экваториальной Гвинеи в районе залива Кориско и острова Кориско и Элобэй. На основе этих топографических карт была создана большая подробная карта этих областей, опубликованная в 1877 году, сразу же после завершения экспедиции, в мадридском Sociedad de Africanistas y Colonistas. Во время этой экспедиции жена Ирадьера забеременела и родила дочь Изабель, которая, однако, умерла до конца путешествия. Свою вторую экспедицию в Африку Ирадьер предпринял сразу же после возвращения, в 1877 году. В 1884 году, во время своей третьей экспедиции, в которой его сопровождал доктор Оссорио, Ирадьер создал подробные карты устья реки Рио-Муни. Экспедиция вернулась в Испанию 28 ноября 1884 года, но Ирадьер в ней сильно заболел лихорадкой и подорвал здоровье, поэтому в Африку больше не ездил.
Кроме топографических карт посещённых им районов Ирадьер занимался во время своих путешествий этнографическими исследованиями (в частности, изучал языки и обычаи местных племён) и метеорологическими и астрономическими наблюдениями. Благодаря своим географическим, биологическим, этнографическим и лингвистическим исследованиям он, как считается, фактически заложил политические основы будущей Испанской Гвинеи (ныне Экваториальная Гвинея).
После возвращения из своего третьего путешествия и участия в связанных с ним лекциях и выставках Мануэль Ирадьер занялся изобретательством: он создал модель автоматического водомера fototaquímetro, новый способ печати, который сокращал работу печатной машины, и так далее. С 1901 года он жил в Мадриде и в 1911 году умер в Вальсаине (Сеговия), где провёл последние дни своей жизни. В 1927 году его останки были перезахоронены на кладбище Витории; ныне в его честь названа одна из улиц этого города.